# Філіппа де Авен
Філі́ппа де Аве́н або Філіппа Генегау (фр. Philippa de Hainault; 24 червня 1314 — 15 серпня 1369) — королева Англії, дружина Едуарда III. Її назвали на честь прадіда — французького короля Філіппа III.

## Біографія
Філіппа народилась у Валансьєнні в графстві Генегау 24 червня 1314 року. Її батьком був Вільгельм І де Ено, граф Ено, Голландії і Зеландії, а мати — Жанна Валуа, внучка Філіппа ІІІ. Вона була однією з восьми дітей і третьою з п'яти дочок. ЇЇ старша сестра Маргарита одружилася з імператором Священної Римської імперії Людовіком IV в 1324 році.

### Шлюб
Шлюб з Едуардом був укладений з політичних мотивів: у 1326 році Вільгельм I допоміг матері майбутнього англійського короля зібрати військо для повалення її чоловіка. Незважаючи на це, за словами Жана Фруассара, сімейне життя Едуарда і Філіппи була на рідкість вдалим.
Шлюбний союз свого старшого сина з однією з дочок Вільгельма I планував ще Едуард II. За його завданням єпископ Екзетерський Волтер Степлдон у 1319 році на шляху до Парижа зупинився в Ено. Зберігся опис обраної Степлдоном в дружини спадкоємцю англійського престолу принцеси. Ім'я не вказано, можливо, що це була старша дочка графа, Сібелла, що незабаром померла. Існують також припущення, що єпископ обрав Філіппу, проте, за існуючим у той час звичаєм, не потрібно було віддавати перевагу молодшій дочці в обхід старших.
За повідомленням Фруассара, в 1326 році, будучи разом з матір'ю при дворі Вільгельма I, Едуард приділяв Філіппі більше уваги, ніж іншим її сестрам. Ізабелла  Французька  і її син провели у Валансьєнні вісім днів, перш ніж відправитися з найманим військом, на чолі якого стояв дядько Філіппи Йоганн Геннегау, в похід проти Едуарда II. Договір про заручини Едуарда з дочкою Вільгельма I був підписаний Ізабеллою 27 серпня в місті Мон, королева зобов'язувалася укласти шлюб не пізніше, ніж через два роки. Придане нареченої було надано в розпорядження королеви негайно: за допомогою грошей, військ і флоту Геннегау вона вдало вторглася в Англії і скинула Едуарда II.

Герб Філіпи де Авен

Формально шлюб принца повинен був бути узгоджений з Парламентом та Королівською радою. Королева Ізабелла не пізніше 5 серпня 1327 добилася потрібного рішення: одна з дочок графа Геннегау повинна була стати дружиною молодого короля. Потрібнен був церковний дозвіл на шлюб: майбутнє подружжя перебувало в близькій спорідненості, так як їх матері були двоюрідними сестрами. У листі до папи, де міститься прохання про дозвіл королю Англії «одружитися на дочці того дворянина, графа Вільяма Геннегау, Голландії, і Зеландії, і лорда Фрісландії», ім'я Філіппи не згадується.
18 жовтня 1327 король, який перебував у Ноттінгемі, уповноважив єпископа Лічфілда і Ковентрі на здійснення його одруження з «благородною дівчиною Філіппою Геннегау». Він також наказав Бартоломью Бергершу, констеблеві Дувра, зустріти графа Вільгельма Геннегау з його дочкою Філіппою, а представникам короля тих земель, через які можуть пройти граф, його дочка та їх свита, надавати їм необхідну допомогу.
Незабаром після отримання папського дозволу Філіппа відбула до Англії з Вісану разом з Йоганном Геннегау та свитою, висадилася в Дуврі й прибула до Лондона 23 грудня 1327. В урочистій зустрічі Філіппи брало участь духовенство, лорд-мер і аристократія столиці Англії. Вінчання Едуарда і Філіппи відбулося в Йорку 24 січня 1328. Пишна церемонії, що проходила в Йоркському соборі, була відзначена присутністю ста представників аристократії Шотландії, які прибули для укладення миру з Англією, який гарантувався шлюбом молодшої сестри короля Джоан зі спадкоємцем шотландського престолу. Після весілля дядько королеви відбув на батьківщину з багатими дарами. У свиті Філіппи до Англії прибув хроніст Жан Ле Бель і Вільям Мауна, що пізніше прославився як один з найздібніших воєначальників. У Філіппи, всупереч звичаю, не було свого двору, не отримала вона від свекрухи і земельного наділу, на володіння яким за життя чоловіка мала право як королева-дружина. Її коронація була відкладена на невизначений час. На думку дослідників, Ізабелла навмисно тримала невістку на задньому плані, побоюючись втратити свій вплив на сина і, разом з ним, свою владу. На сесії Парламенту, що проходила в травні 1328 Едуард III намагався добитися виділення для дружини феоду та 15 000 фунтів річної ренти. Однак у королівській скарбниці, в якій на момент падіння Едуарда II було 60 000 фунтів, майже нічого не залишилось.
Едуард і Філіппа провели Великдень у Йорку і після укладення миру з Шотландією повернулися на південь. У червні вони влаштувалися в літньому палаці у Вудстоці, який стане основним місцем перебування Філіппи, в той час, коли її молодий чоловік перебуватиме під опікою Мортімера та королеви-матері.
Філіппа була коронована у березні 1330 у Вестмінстерському абатстві. Церемонія пройшла скромно, так як королівська скарбниця була спустошена Ізабеллою і її фаворитом Мортімером.
15 червня 1330 у Вудстокському палаці Філіппа народила першу дитину, Едуарда, що пізніше прославився під ім'ям Едуард Чорний принц. Народження спадкоємця так обрадувало короля, що Катрін де Монакют, яка першою повідомила йому цю новину, отримала в подарунок неймовірно велику суму — 500 марок. У шлюбі з Едуардом ІІ Філіппа народила 14 дітей.

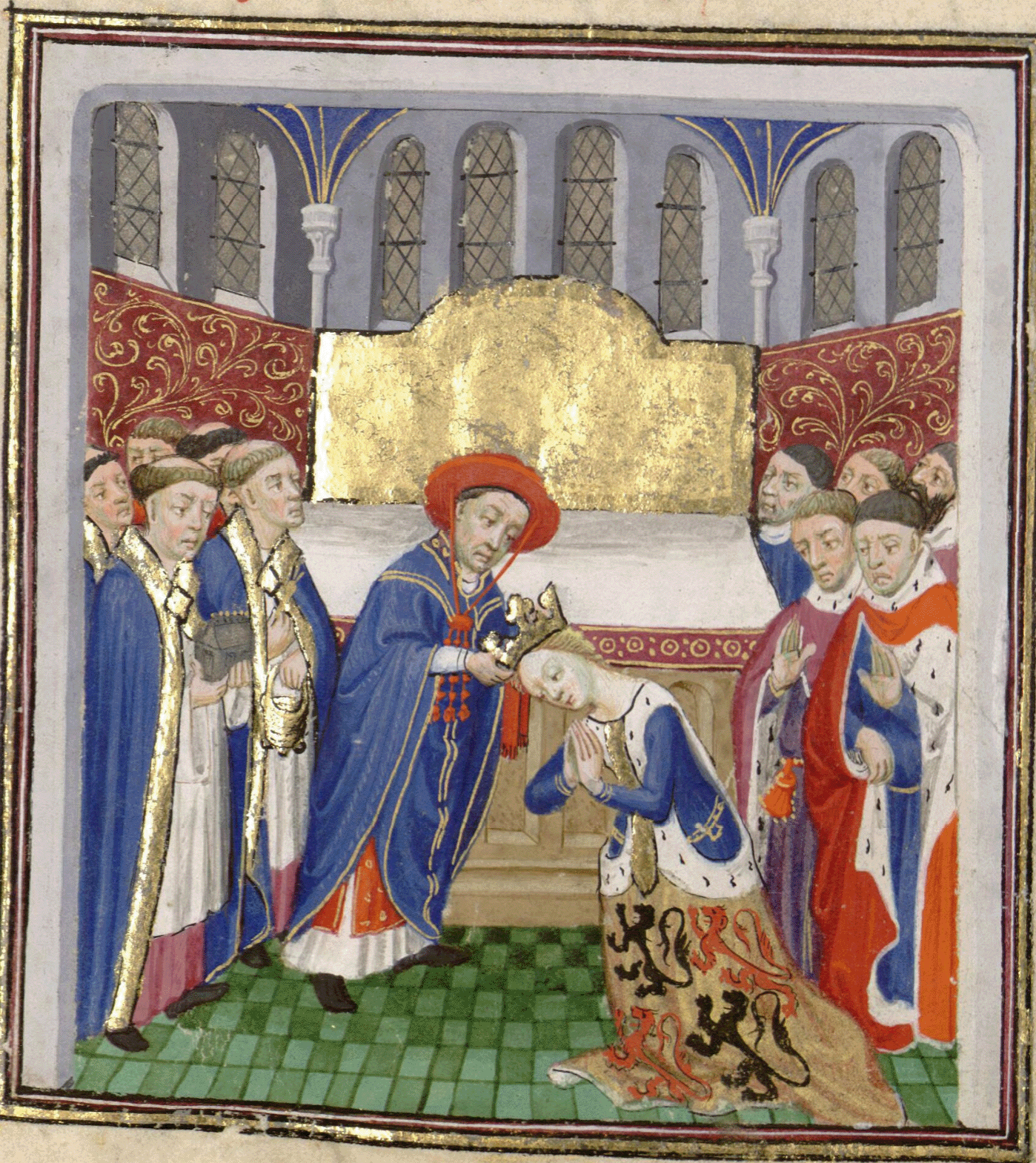
Коронація Філіппи де Авен

Восени 1330 Едуард, роздратований зв'язком своєї матері з Мортімером і розумівши усю небезпеку свого положення, відсторонив Ізабеллу від правління, заарештував і стратив Мортімера, взявши владу в свої руки. Ставши повноправним монархом, Едуард оголосив, що буде керувати «відповідно до прав і здоровим глуздом, що підходить нашій королівській гідності». Молодий Едуард втілював в собі якості, які робили його в очах оточення ідеальним лицарем. Філіппа, яка отримала виховання при одному з вишуканіших дворів Європи, була зразковою дружиною справедливого і освіченого короля, покровителькою людей мистецтва і вчених, законодавицею мод.
Королева Філіппа була дуже уважна до своєї свекрухи, відстороненої від влади. Папа римський у своєму листі влітку 1331 віддавав хвали молодий королеві за її ставлення до Ізабелли і зазначав, що необхідно «відновлення доброго імені королеви-матері, яке незаслужено постраждало».
Едуард припинив зловживання колишнього режиму і звернув увагу на зростання добробуту країни, приділяючи особливу увагу розвитку торгівлі та ремесел. У 1330-х роках було покладено початок виробництва високоякісних вовняних тканин, які стали пізніше основним джерелом доходу країни, яка до тих пір лише експортувала сировину. Можливо, під впливом Філіппи король запросив ткача з Фландрії Джона Кемпа. В одному з перших документів, підписаних ним, Едуард обіцяв безпеку і всіляку підтримку самому Кемпу, його рідним і слугам в тому випадку, якщо він займеться своїм ремеслом в Англії. Фламандських ткачів вабила до країни дешевизна і доступність сировини, розвинена торгівля і стабільність. Вони влаштувалися переважно в Норвічі (графство Норфолк), Йорку і Кренбуне (графство Кент). Під час поїздки Едуарда III по східній частині країни, Філіппа особисто відвідала поселення фламандських ткачів у Норвічі.

### Війни з Шотландією І Францією
У 1332 році до Едуарда за підтримкою звернувся претендент на шотландський престол Едуард Балліол. У наступному році Едуард, готуючись до вторгнення в Шотландію, переніс двір у Йорк, а навесні осадив Берік. Філіппа супроводжувала чоловіка, і, поки тривала облога Беріка, перебувала в замку Бемборо (Нортумберленд). Шотландський регент при малолітньому королі Давиді, Арчибальд Дуглас, намагаючись відвернути увагу Едуарда, блокував Бемборо. Проте англійський король поклавшися на мужність дружини і надійність замку, не зняв облоги з Беріка, а після нанесення поразки шотландцям у битві біля Халідон-Гілла, увійшов до міста 20 липня.
1336 року, супроводжуючи Едуарда в четвертій кампанії проти шотландців, Філіппа народила свого третього сина, названого Вільямом Хатфілд, в невеликому йоркширському селі. Цей немовля померло, проживши декілька тижнів, і було поховане з королівськими почестями в Йоркському соборі.

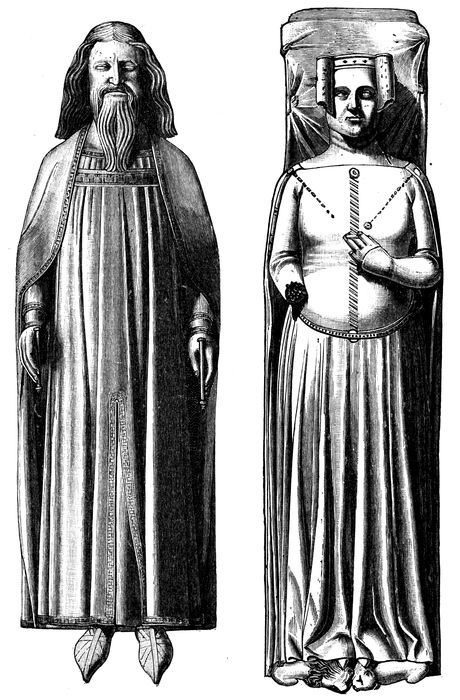
Статуї Едуарда ІІІ і Філіпи де Авен з могил в Вестмінстерському абатстві

У 1338 році Едуард, претендуючи на французьку корону, почав війну з Філіппом VI. Щоб добути кошти на військову кампанію, він заклав коштовності корони і зайняв величезну суму — 300 000 фунтів. Фландрія стала плацдармом для англійських військ. У Антверпені, де на час бойових дій розташувався королівський двір, Едуард прибув з Філіппою і молодшою дочкою. 29 листопада Філіппа народила сина, що отримав за місцем народження ім'я Лайонел Антверп.

### Смерть
Наприкінці життя Філіппа дуже розповніла. Вона народила 14 дітей і пережила 9 з них. Троє її дітей померли від чуми в 1348 році.
15 серпня 1369 року Філіппа померла від хвороби, яка супроводжувалась утворенням набряків (можливо це була серцева недостатність або цироз печінки), у Віндзорському замку, в 55 років. Похоронена в Вестмінстерському абатстві. Через 8 років помер Едуард ІІІ і був похований разом з дружиною.

## Родина
Чоловік — Едуард III, король Англії
Діти:
- Едуард Чорний Принц (1330—1376)
- Ізабелла (1332—1379) — дружина (1365) Ангеррана VII де Кусі
- Джоанна (1335—1348)
- Вільям Хетфілд (1337—1337)
- Лайонел Антверп (1338—1368) — герцог Кларенс
- Джон Гонт (1340—1399) — 1-й герцог Ланкастерський, граф Ричмонд
- Едмунд Ленглі (1341—1402) — 1-й герцог Йоркський
- Бланка (1342—1342)
- Марія (1344—1362) — дружина (1361) Жана V Бретонського
- Маргарет (1346—1361) — дружина (1352) Джона Гастінгса, графа Пембрука
- Томас (1347—1348)
- Вільям (1348—1348)
- Джоанна (1351—?)
- Томас Вудсток (1355—1397) — 1-й герцог Глостерський

## Цікаві факти
- Квінс Коледж в Оксфорді названий на честь Філіпи. Він був заснований в 1341 році одним з її священиків Робертом Еглесфілд[10].
- У пам'яті народу Філіпа зв'язана з легендою про громадян Кале, яких Едуард ІІІ помилував, піддавшись умовлянням вагітної жінки. Знамениту статую героїв цієї легенди створив в 1889 році для Кале скульптор Огюст Роден.